# Brachylomia seminigra
Brachylomia seminigra är en fjärilsart som beskrevs av Culot. Brachylomia seminigra ingår i släktet Brachylomia och familjen nattflyn. Inga underarter finns listade i Catalogue of Life.